# 2004년 미스코리아
2004년 미스코리아는 2004년 6월 13일에 서울특별시 송파구의 올림픽홀에서 열린 마흔여덞번째 미스코리아 선발대회이다. XTM, KMTV으로 중계하였다.

## 입상자
| 대회 |        | 진 (眞)         | 선 (善)                  | 미 (美) |
| ---- | ------ | --------------- | ------------------------ | ------- |
| 본선 | 김소영 | 한경진          | 김인하                   |         |
| 강원 | 강현정 | 조혜진          | 배희숙                   |         |
| 경기 | 한경진 | 김경아          | 김진아                   |         |
| 경남 | 조소현 | 유희정          | 임남희                   |         |
| 경북 | 하재원 | 김태은          | 김수진                   |         |
| 광주 | 이선진 | 이하늘          | 이진선                   |         |
| 전남 | 이선진 | 이하늘          | 이진선                   |         |
| 대구 | 이효진 | 김도연          | 최현미                   |         |
| 대전 | 김혜연 | 이진            | 김혜숙                   |         |
| 충남 | 김혜연 | 이진            | 김혜숙                   |         |
| 부산 | 김현미 | 최나래          | 강혜진                   |         |
| 서울 | 김인하 | 김소영 · 최영아 | 김태아 · 주미도 · 조영인 |         |
| 울산 | 김지인 | 차연희          | 권애리                   |         |
| 인천 | 강영옥 | 한주안          | 조효진                   |         |
| 전북 | 주은수 | 이윤미          | 김나리                   |         |
| 제주 | 오주연 | 고유미          | 김고운                   |         |
| 충북 | 조성은 | 정경진          | 김경선                   |         |